# Irmãs Franciscanas Missionárias de Susa
As Irmãs Franciscanas Missionárias de Susa são um instituto religioso feminino de direito pontifício.

## História
A congregação foi fundada em Susa em 4 de outubro de 1882 pelo Bispo Edoardo Giuseppe Rosaz (1830 - 1903) para a gestão do "Retiro das Pobres Filhas de Maria", uma escola para meninas pobres aberta pelo próprio Rosaz em 1856. As primeiras postulantes foram formadas nas Filhas de Nossa Senhora da Misericórdia e a fraternidade recebeu aprovação diocesana em 2 de fevereiro de 1903.
O instituto, agregado à Ordem dos Frades Menores Capuchinhos desde 9 de março de 1906, recebeu o decreto pontifício de louvor em 10 de julho de 1934 e as suas constituições foram aprovadas definitivamente pela Santa Sé em 27 de julho de 1942.
O fundador foi beatificado pelo Papa João Paulo II em 1991.

## Atividades e difusão
As Franciscanas Missionárias de Susa dedicam-se ao cuidado dos doentes pobres, tanto em casa como nos hospitais, e à assistência e educação de crianças e jovens em creches, escolas e orfanatos.
Além da Itália, estão presentes na Albânia, Brasil, Moçambique; a sede geral fica em Susa.
Em 31 de dezembro de 2005, o instituto contava com 139 freiras em 25 casas.